# Konrad Hoffman
Konrad Hoffman (ur. 1909 w Gnieźnie, zm. 28 lipca 1935 w Gdyni) – polski artysta fotograf, publicysta, pedagog. Autor krótkometrażowych filmów propagandowych. Autor artykułów o fotografii. Twórca Teki toruńskiej – cyklu fotografii (przetłoków bromolejowych) o architekturze Torunia.

## Życiorys
Konrad Hoffman był absolwentem gnieźnieńskiego gimnazjum. Związany z poznańskim środowiskiem fotograficznym – fotografował od początku lat 20. XX wieku. W latach 1929–1930 był słuchaczem studiów fotograficznych w Berlinie. Po raz pierwszy wystawił swoje fotografie na autorskiej ekspozycji w 1932 roku. Wystawa była pokłosiem pracy nad Teką toruńską – bromolejowych przetłoków, poświęconych architekturze Torunia. Miejsce szczególne w jego twórczości zajmowała fotografia architektury, fotografia dokumentalna, fotografia pejzażowa, fotografia portretowa. 
Konrad Hoffman był autorem zdjęć oraz wielu publikacji i artykułów o fotografii, które regularnie zamieszczał we wszystkich ówczesnych czasopismach o fotografii (m.in. w Fotografie Polskim, Nowościach Fotograficznych, Polskim Przeglądzie Fotograficznym, Światłocieniu). W 1934 roku był autorem fotografii oraz artykułu zamieszczonych w Almanachu fotografiki polskiej. Był stałym współpracownikiem ukazującego się w Austrii miesięcznika Die Galerie.
Konrad Hoffman była autorem, współautorem wielu wystaw fotograficznych; indywidualnych, zbiorowych (m.in. począwszy od 1929 roku, prezentował swoje prace w cyklicznym Międzynarodowym Salonie Fotografiki, organizowanym przez poznańskie środowisko fotograficzne oraz na Wystawie Artystycznej Fotografii w Krakowie, w 1932 roku). Jego fotografie doceniano na ogólnopolskich i międzynarodowych salonach fotograficznych – akceptacjami, medalami, wyróżnieniami, dyplomami – m.in. jego fotografie (Studium fantastyczne) zostały wyróżnione na wystawie fotografii w Tokio, inne fotografie Hoffmana nagrodzono na wystawach fotografiki w Londynie i San Francisco w 1935 roku.
Zmarł tragicznie 28 lipca 1935 w Gdyni, po upadku z wysokości, podczas pracy nad propagandowym filmem krótkometrażowym – na Półwyspie Helskim.